# Fakúszó kenguruk

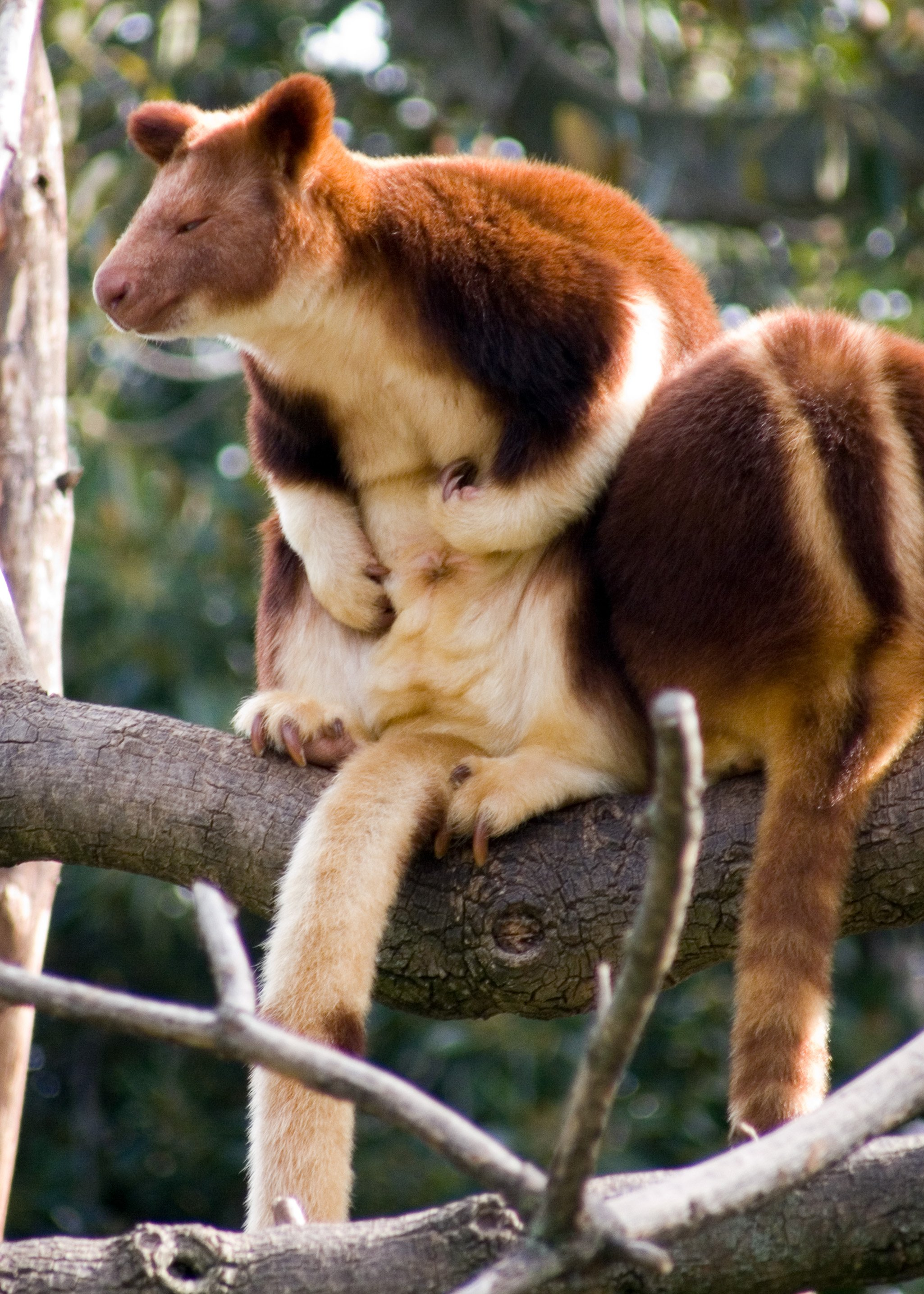
Goodfellow kúszókenguru (Dendrolagus goodfellowi)

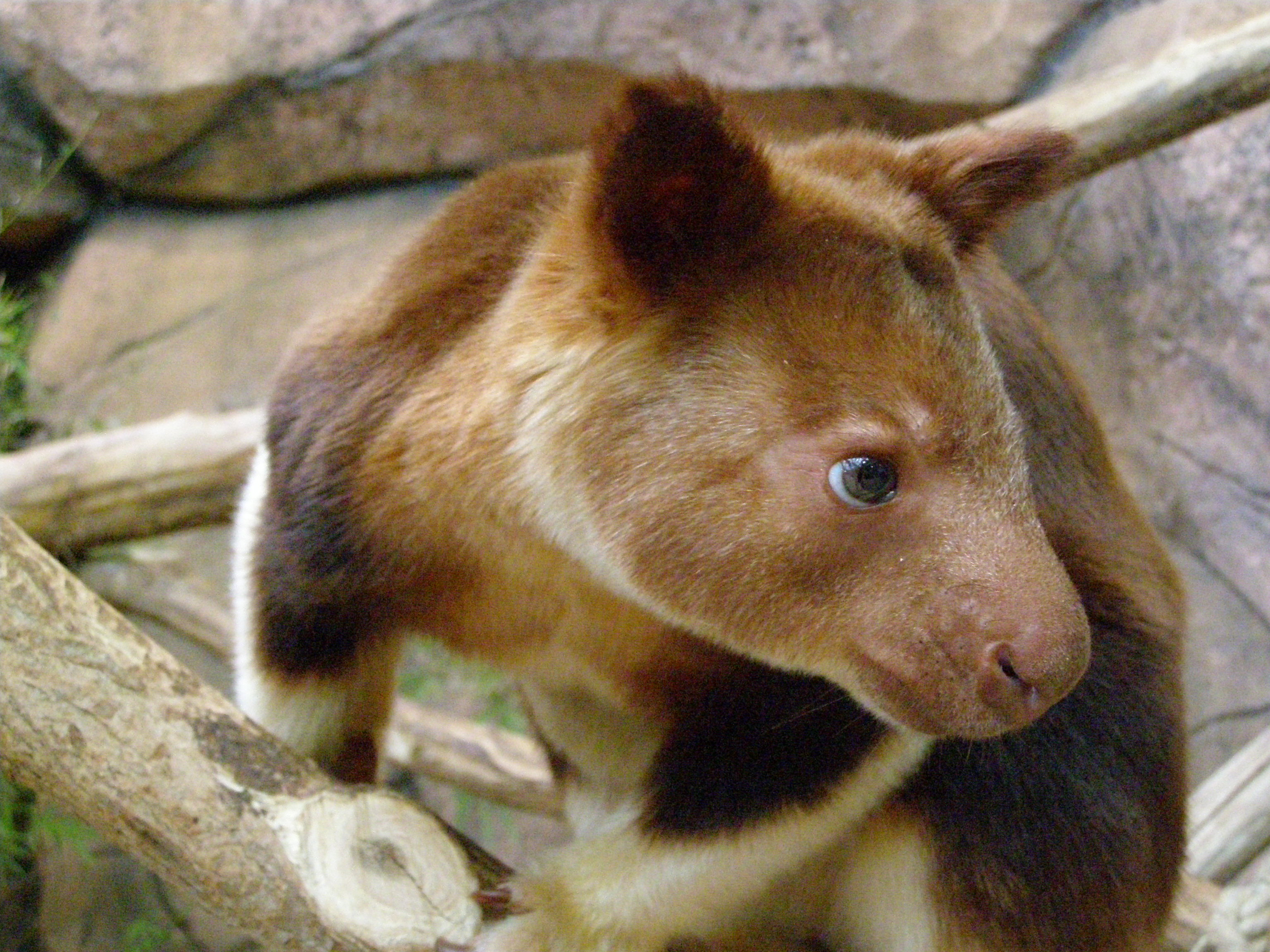
Portré egy Goodfellow kúszókengururól

A fakúszó kenguruk vagy más néven kúszókenguruk (Dendrolagus) az emlősök (Mammalia) osztályának az erszényesek (Marsupialia) alosztályágába, ezen belül a Diprotodontia rendjébe és a kengurufélék (Macropodidae) családjába tartozó nem.

## Előfordulásuk
A fakúszó kenguruk Új-Guinea hegy- és síkvidéki erdeiben, valamint a York-félsziget Északkelet-Ausztráliában is megtalálhatók. Az utóbbi évek erdőirtásai miatt sok fakúszó kengurufaj állománya csökkent.

## Megjelenésük
A fakúszó kenguruk fej-törzs-hossza 52-90 centiméter, farokhossza 42-94 centiméter és testtömege 4-18 kilogramm között van. Bundájuk színezete fajtól függően sokféle lehet. Mellső lábuk vastag és izmos, majdnem olyan hosszú, mint a hátsó láb. Mászáskor a két hátsó láb egymástól függetlenül mozog. A lábfejeiken durva, párnaszerű talpgumók és mozgékony ujjak vannak rajtuk. A karmok görbék, hogy az állatok át tudják kulcsolni az ágakat, és fel tudjanak mászni a fatörzseken. A farok egyes fajok esetében hosszabb a törzsnél. Az egyensúlyozásban és a mászásban nyújt segítséget.

## Életmódjuk
Az állatok éjjel aktívak, magányosan, vagy legfeljebb négytagú csoportokban élnek. Táplálékuk levelek és gyümölcsök.

## Szaporodásuk
Az ivarérettséget 18-24 hónaposan érik el. A párzási időszak egész évben tart. A vemhesség egy hónapig tart, ennek végén 1 kölyök születik, amely 400 napot tölt az anyja erszényében. A fakúszó kenguruknál ül a legtöbbet a kölyök az erszényben.

## Rendszerezés
A nembe az alábbi fajok és alfajok tartoznak:
- Bennett-kúszókenguru (Dendrolagus bennettianus) De Vis, 1887 - Queensland, Ausztrália
- Doria-kúszókenguru (Dendrolagus dorianus) Ramsay, 1883 - Új-Guinea középső, nyugati és délkeleti része.
  - Dendrolagus dorianus dorianus
  - Dendrolagus dorianus mayri
  - Dendrolagus dorianus notatus
- Goodfellow-kúszókenguru (Dendrolagus goodfellowi) Thomas, 1908 - Új-Guinea középső része
  - Buergers-kúszókenguru (Dendrolagus goodfellowi buergersi)
  - Dendrolagus goodfellowi goodfellowi
- szürke kúszókenguru (Dendrolagus inustus) S. Müller, 1840 - Új-Guinea északi és nyugati része,  valamint Japen és Waigeo szigete
  - Dendrolagus inustus finschi
  - Dendrolagus inustus inustus
- Lumholtz-kúszókenguru (Dendrolagus lumholtzi) Collett, 1884 - Queensland, Ausztrália
- Matschie-kúszókenguru (Dendrolagus matschiei) Forster & Rothschild, 1907 - Új-Guinea keleti része
- fekete-fehér kúszókenguru (Dendrolagus mbaiso) Flannery, Boeadi & Szalay, 1995 - Új-Guiea nyugati része
- aranymellényes fakúszó kenguru (Dendrolagus pulcherrimus) Flannery, 1993 - Új-Guinea nyugati része
- fekete kúszókenguru (Dendrolagus scottae) Flannery & Seri, 1990 - Új-Guinea északi része
- alföldi kúszókenguru (Dendrolagus spadix) Troughton & Le Souef, 1936 - Új-Guinea síkvidéki területei
- Seri-kúszókenguru (Dendrolagus stellarum) Flannery & Seri, 1990
- medve kúszókenguru (Dendrolagus ursinus) Temminck, 1836 - típusfaj; Új-Guinea nyugati része

## Képek

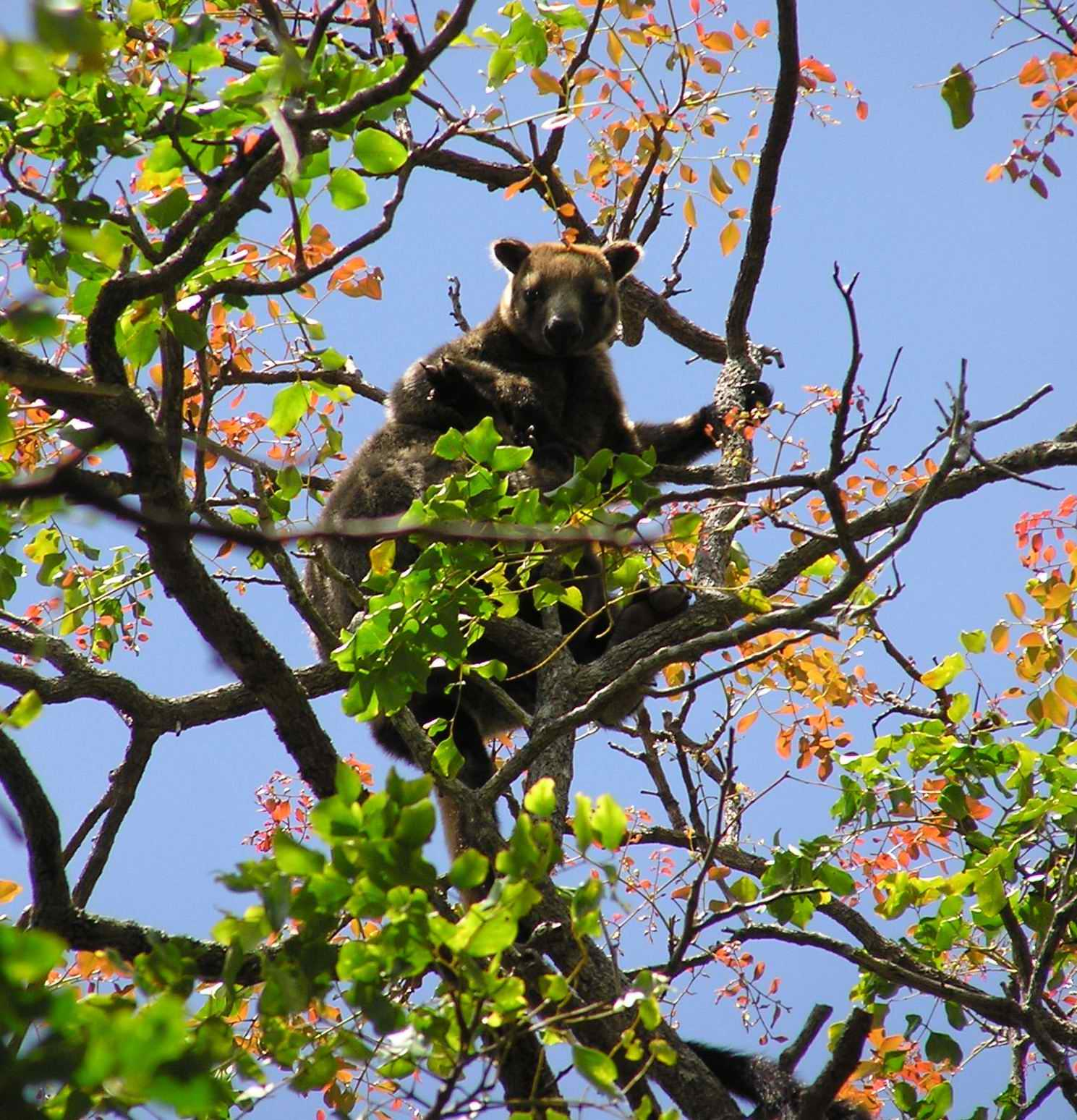
Bennett-kúszókenguru, (Dendrolagus bennettianus)
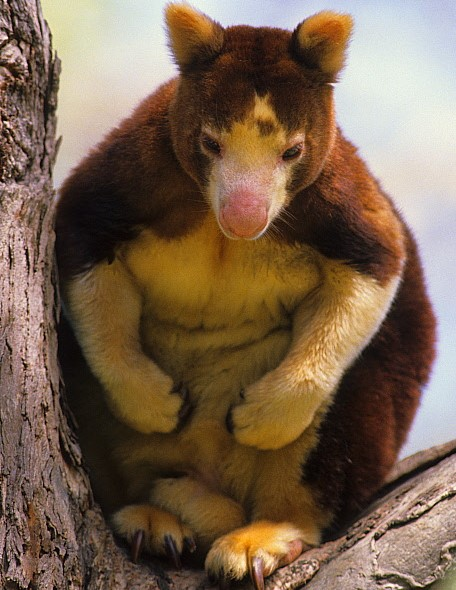
Matschie-kúszókenguru, (Dendrolagus matschiei)
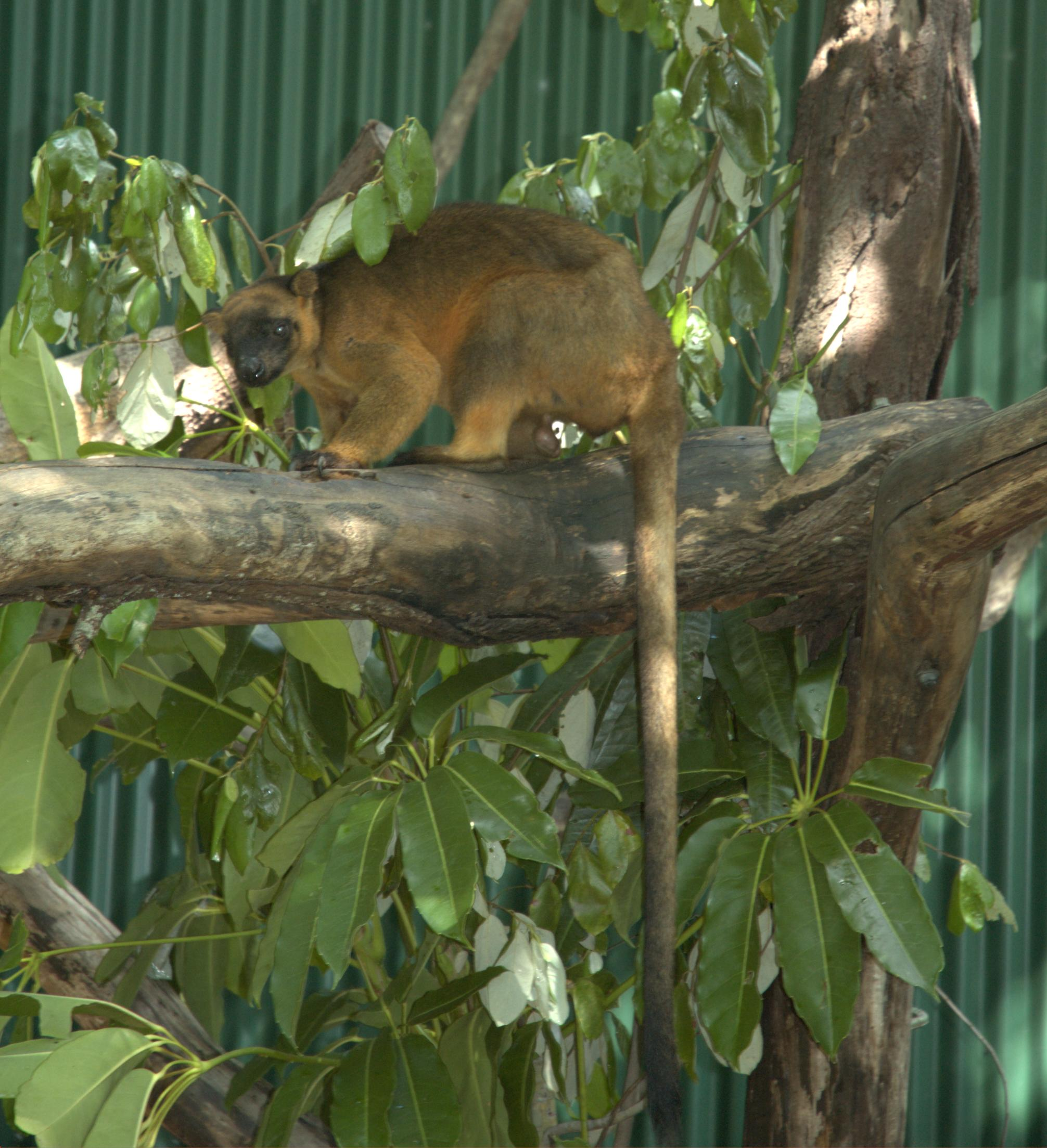
Lumholtz-kúszókenguru, (Dendrolagus lumholtzi)